# 아흐메드 알라엘딘
아흐메드 알라엘딘(아랍어: أحمد علاء الدين, Ahmed Alaaeldin, 1993년 1월 31일 ~ )은 이집트에서 태어난 카타르의 축구 선수로, 현재 카타르 스타스 리그의 알가라파 SC와 카타르 축구 국가대표팀에서 공격수로 뛰고 있다.